# Sandra Newman

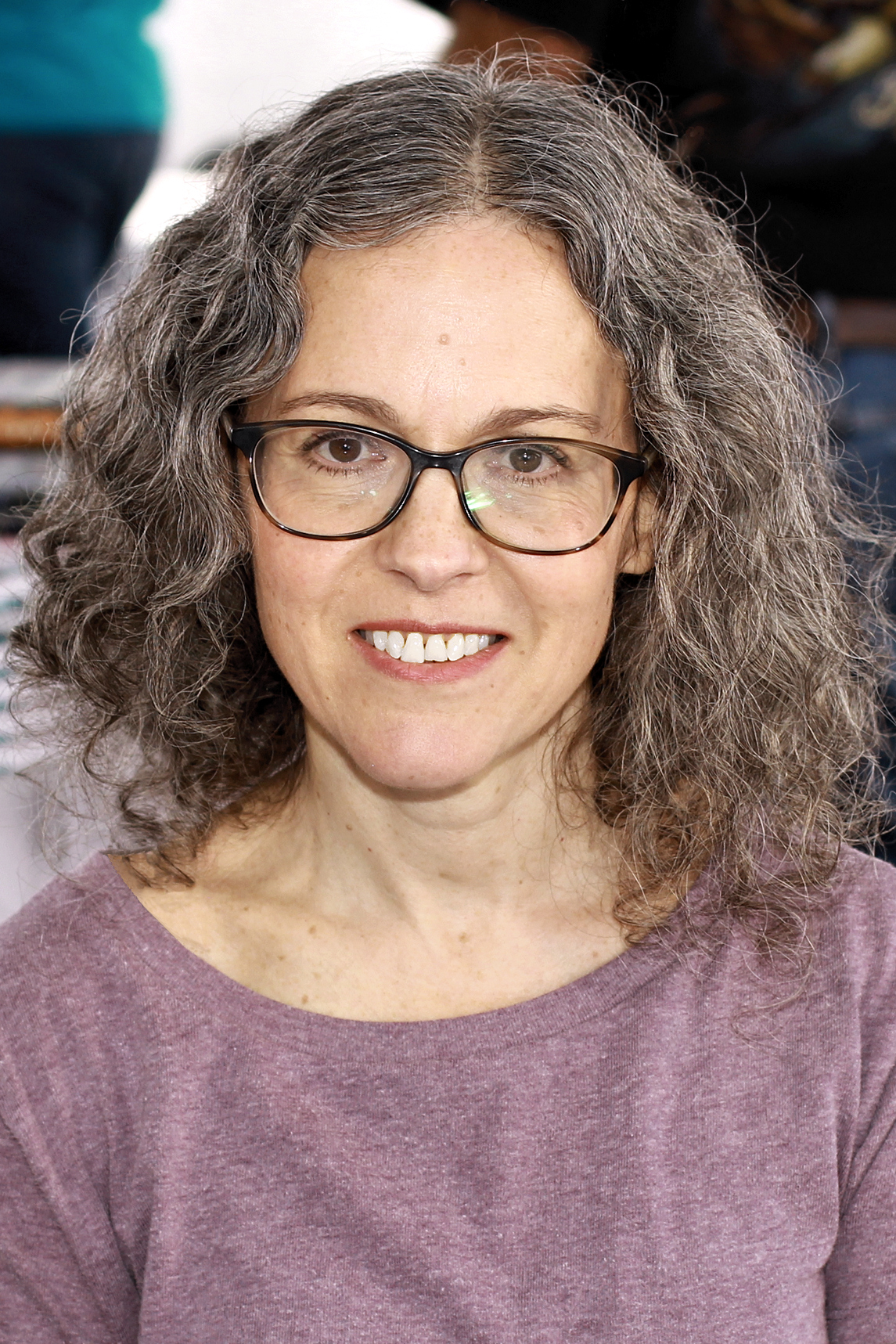
Sandra Newman

Sandra Newman (geboren am 6. November 1965 in Boston) ist eine US-amerikanische Schriftstellerin.

## Leben
Sandra Newman lebte zwanzig Jahre in England. Sie studierte am Polytechnic of Central London (B.A.) und an der University of East Anglia (M.A.). Seit ihrer Rückkehr in die USA arbeitet sie als Schriftstellerin in New York City, wo sie auch Kreatives Schreiben unterrichtet.
Newmans Debütroman The Only Good Thing Anyone Has Ever Done stand auf der Shortlist für den Guardian First Book Award. Newman schreibt Romane und Sachbücher. Ihre letzten vier Romane sind auch in deutscher Übersetzung erschienen.

## Werke (Auswahl)
- The Only Good Thing Anyone Has Ever Done. Roman. Perennial, New York 2004.
- Cake. Roman. Vintage, London 2008.
- Europe. Children’s Press, New York 2008.
- mit Howard Mittelmark: How Not to Write A Novel. 200 Mistakes to Avoid At All Costs If You Ever Want to Get Published. Penguin, London 2009.
- 4 Classic American Novels (zu Nathaniel Hawthorne; Mark Twain; Stephen Crane; Herman Melville). Signet Classics, New York 2009.
- Changeling. A Memoir of Parents Lost And Found. Chatto & Windus, London 2010.
- mit Howard Mittelmark: Read This Next. And Discover Your 500 New Favourite Books. Particular, London 2010.
- The Inca Empire. Children’s Press, New York 2010.
- Ancient Greece. Children’s Press, New York 2010.
- The Western Lit Survival Kit. How to Read The Classics Without Fear. Particular, London 2012.
- The Country of Ice Cream Star. Roman. ECCO, New York 2015.
  - Ice Cream Star. Deutsch von Milena Adam. Matthes & Seitz, Berlin 2019, ISBN 978-3-95757-766-5.
- The Heavens. Roman. Grove Press, New York 2019.
  - Himmel. Deutsch von Milena Adam. Matthes & Seitz, Berlin 2020, ISBN 978-3-7518-0008-2.
- The Men. Roman. Grove Atlantic, New York 2022.
  - Das Verschwinden. Roman. Deutsch von Milena Adam. Eichborn, Köln 2024, ISBN 978-3-8479-0132-7.[1]
- Julia. Roman. Mariner Books, New York 2023.[2]
  - Julia. Deutsch von Karoline Hippe. Eichborn, Köln 2023, ISBN 978-3-8479-0156-3.